# سهم الماء الإسفيني
سهمية إسفينية[بحاجة لمصدر] (الاسم العلمي: Sagittaria cuneata) هي نوع من النباتات يتبع جنس السهمية من الفصيلة المزمارية.